# Ischyropsalis dispar
Espèce
Synonymes
- Ischyropsalis goodnighti Roewer, 1950
- Ischyropsalis archeri Roewer, 1950
- Ischyropsalis noltei Dresco, 1972

Ischyropsalis dispar est une espèce d'opilions dyspnois de la famille des Ischyropsalididae.

## Distribution
Cette espèce est endémique d'Espagne. Elle se rencontre au Pays basque et en Cantabrie dans des grottes.

## Description
Le syntype mesure 5,3 mm.

## Systématique et taxinomie
Cette espèce a été décrite par Simon en 1872.
Ischyropsalis goodnighti et Ischyropsalis archeri ont été placées en synonymie par Martens en 1969.
Ischyropsalis noltei a été placée en synonymie par Prieto en 1990.

## Publication originale
- Simon, 1872 : « Notices sur les arachnides cavernicoles et hypogés. » Annales de la Société Entomologique de France, sér. 5, vol. 2, p. 214–244 (texte intégral).